# Brose Arena
El Brose Arena Bamberg es un pabellón multiusos localizado en la ciudad de Bamberg (Alemania). El pabellón tiene una capacidad para 6.249 espectadores. Actualmente es el escenario en que el equipo de baloncesto profesional de la ciudad, el Brose Baskets, disputa sus encuentros como local.
El recinto originariamente tenía una capacidad para 4.750 personas pero fue remodelado y reinaugurado en octubre de 2006. 
También se ha utilizado para partidos de la Copa Davis de tenis, y para conciertos musicales.